# Osceola Mills
Osceola Mills est un borough situé à l'est du comté de Clearfield, en Pennsylvanie, aux États-Unis,. En 2010, il comptait une population de 1 141 habitants.

## Démographie
Lors du recensement de 2010, le borough comptait une population de 1 141 habitants. Elle est estimée, en 2019, à 1 032 habitants.

### Source de la traduction
- (en) Cet article est partiellement ou en totalité issu de l’article de Wikipédia en anglais intitulé « Osceola Mills, Pennsylvania » (voir la liste des auteurs).